# Rejang (skrift)
Rejang, ibland stavat redjang och lokalt känt som surat ulu, är ett skriftsystem i brahmi-familjen. Det är besläktat med andra skrifter i regionen som batak och lontara med flera. Rejang ingår i en grupp nära besläktade skriftsystem som också inkluderar varianterna bengkulu, lembak, lintang, lebong och serawai. Även kerinci och lampung räknas ibland in i denna grupp. Ett annat namn för skriften är kaganga, baserat på de tre första bokstäverna, och myntades av den brittiske antropologen Mervyn A. Jaspan (1926–1975).
Rejang-skriften används för att skriva malajiska och rejang. Den senare talas av cirka 200 000 människor på ön Sumatra i Indonesien. De flesta av dess användare lever på landsbygden, av vilka strax under hälften är läskunniga.

## Historia
Skriften användes före introduktionen av islam i regionen; de äldsta kända dokumenten dateras till mitten av 1700-talet. De traditionella texter som skrivits med rejang består till största delen av rituella texter, medicinska trollformler och poesi.

## Beskrivning

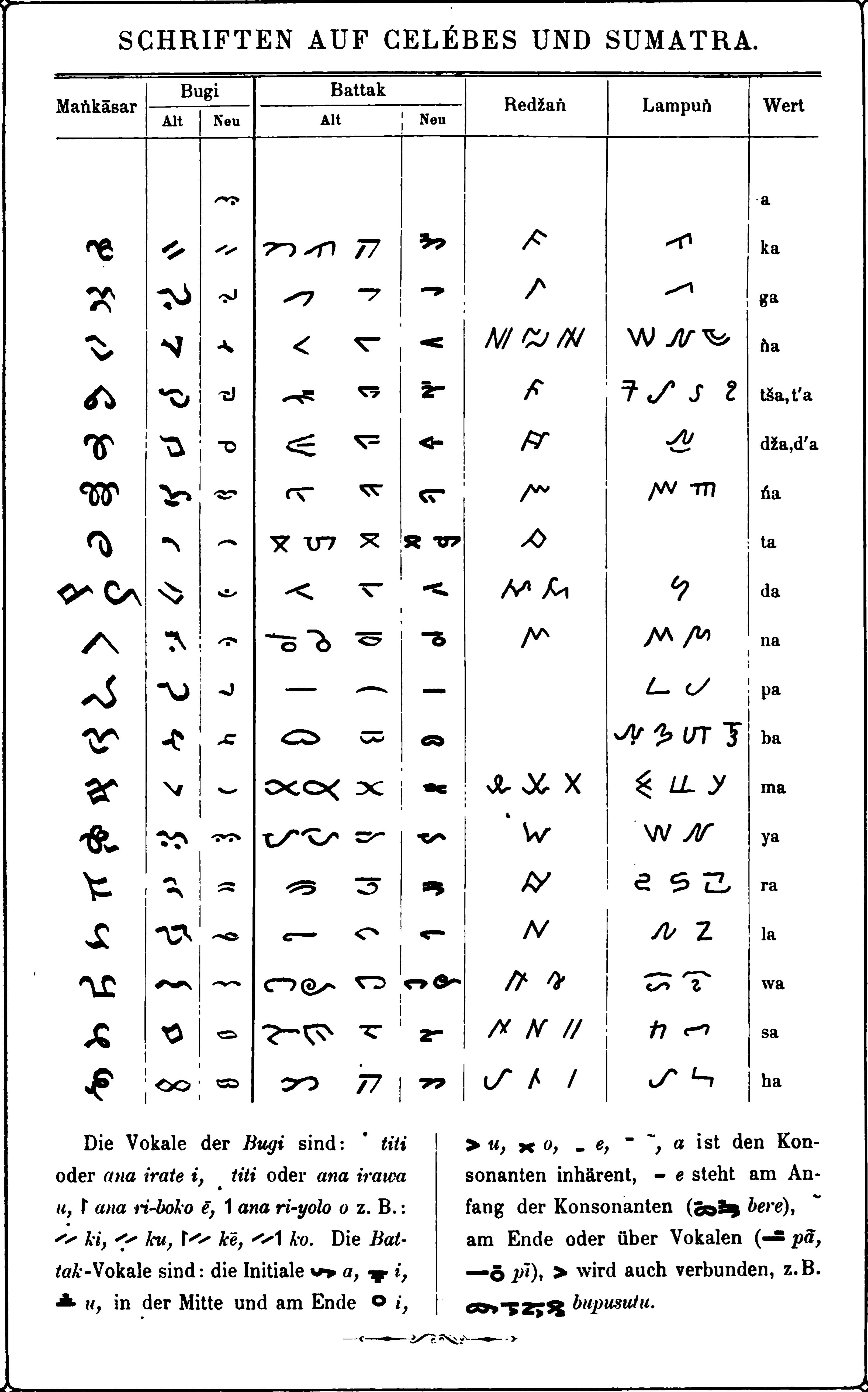
Jämförelse mellan makasar (maṅkāsar), lontara (bugi), batak (battak), rejang (režaṅ) och lampung (lampuṅ).

Tagbanwa är en abugida vilket innebär att varje bokstav representerar en konsonant med en medföljande vokal a. Diakritiska tecken används för att ändra eller ta bort vokalen samt för stavelsefinala konsonanter. En bokstav saknar konsonantljud och används för att skriva de vokaler som inte föregås av en konsonant.

### Bokstäver
| ꤰ  | ꤱ  | ꤲ   | ꤳ  | ꤴ  | ꤵ  | ꤶ   | ꤷ    | ꤸ   | ꤹ    | ꤺ  | ꤻ   |
| ka | ga | nga | ta | da | na | pa  | ba   | ma  | ca   | ja | nya |
| ꤼ  | ꤽ  | ꤾ   | ꤿ  | ꥀ  | ꥁ  | ꥂ   | ꥃ    | ꥄ   | ꥅ    | ꥆ  |     |
| sa | ra | la  | ya | wa | ha | mba | ngga | nda | nyja | a  |     |

### Diakritiska tecken

#### Vokaler
| ꤰ  | ꤰꥇ  | ꤰꥈ  | ꤰꥉ  | ꤰꥊ   | ꤰꥋ  | ꤰꥌ   | ꤰꥍ   | ꤰꥎ   |
| ka | ki | ku | ke | kai | ko | kau | keu | kea |

#### Övriga
| ꤰꥏ    | ꤰꥐ   | ꤰꥑ   | ꤰꥒ   | ꤰ꥓ |
| kang | kan | kar | kah | k |

## Datoranvändning
Rejang ingår i Unicode-standarden för teckenkodning och har tilldelats kodpunkterna U+A930–U+A95F.